# Département Chari
Das Département Chari ist ein Département im Südwesten des Tschad. Es liegt im westlichen Teil der Provinz Chari-Baguirmi, die Hauptstadt ist Mandélia. Das Département liegt direkt südlich von N’Djamena, der Hauptstadt des Tschad; es ist nach dem Fluss Schari benannt, der das Département von Süd nach Nord durchquert.

## Verwaltungsuntergliederung
Im Jahr 2018 wurden die Départements der Provinz Chari-Baguirmi neu gegliedert. Vorher bestand das Département Chari aus den fünf Unterpräfekturen Mandalia, Koundoul, La Loumia, Linia und Lougoun Gana. Mit der Neugliederung wurden kleinere Teile des Départements im Norden abgetrennt.
Das Département ist seit 2018 in die folgenden vier Unterpräfekturen unterteilt:
- Mandélia
- Koundoul
- La Loumia
- Lougoun-Gana